# Пугало (фильм, 1973)
«Пугало» (англ. Scarecrow) — драматическое роуд-муви, снятое режиссёром Джерри Шацбергом с Джином Хэкменом и Аль Пачино в главных ролях. Фильм рассказывает об отношениях между двумя мужчинами, которые приехали из Калифорнии, чтобы открыть свой бизнес в Питтсбурге.
Фильм завоевал «Золотую пальмовую ветвь» Каннского кинофестиваля в 1973 году.
Несмотря на то, что кассовый успех фильм был не велик, позже он приобрел статус культового.

## Сюжет
Двое бродяг-неудачников Макс и Лайонел пробираются из одного уголка Америки в другой в поисках счастья и лучшей доли. Они совсем разные, но им предстоит путешествовать вместе. Макс только что вышел из тюрьмы и надеется на сэкономленные деньги открыть мойку автомобилей в Питтсбурге. Лайонел только что вернулся из плавания. Пока его не было на берегу, у него родился ребёнок, о котором он даже не знал. По пути их ждёт масса приключений в барах, забегаловках, с бывшими любовницами и друзьями, у которых они останавливаются или пытаются остановиться…

## Актёрский состав
- Джин Хэкмен — Макс Майллен
- Аль Пачино — Фрэнсис Лайонел «Лион» Делбукки
- Айлин Бреннан — Дарлин
- Дороти Тристан[англ.] — Коли
- Энн Уэджуорт — Фрэнчи
- Ричард Линч — Райли
- Пенелопа Аллен[англ.] — Энни Глисон
- Ричард Хэкмен — Микки
- Аль Чинголани — Скиппер
- Рутаня Олда — женщина в лагере